# Polonipriset
Polonipriset instiftades till minne av Helena Poloni (Ingegerd Stadener) och utdelades av tidskriften Jury 1998–2001 till lovande kvinnliga svenska deckarförfattare. Det uttalade syftet var att stimulera till en ökning av antalet deckare skrivna av kvinnor, som tidigare varit mycket lågt i Sverige. Detta tycks också ha varit framgångsrikt, då priset kom att i tid sammanfalla med en våg av nya kvinnliga deckarförfattare, en utveckling som fortsatt även efter att priset lades ner.

## Pristagare
De fyra pristagarna var:
- 1998 – Liza Marklund för Sprängaren
- 1999 – Aino Trosell för Ytspänning
- 2000 – Åsa Nilsonne för Kyskhetsbältet
- 2001 – Eva-Marie Liffner för Camera

### Fotnoter
1. 1 2  Brunsdale, M. (2016). ”The Poloni prize”. Encyclopedia of Nordic Crime Fiction. McFarland. sid. 395
2. ↑  Hillblom, Marie (2 oktober 2000). ”Åsa Nilssonne fick Polonipriset”. Folket. Arkiverad från originalet den 8 juli 2012. https://archive.is/20120708093609/http://folket.se/ovrigt/sidavidsida/1.169752. Läst 7 juni 2012.
3. ↑  Berglund, Karl "Deckarboomen under lupp - Statistiska perspektiv på svensk kriminallitteratur 1977–2010" Avdelningen för litteratursociologi, Uppsala universitet 2012